# Копривштица (община)
Копривштица (болг. Община Копривщица) — община в Болгарии. Входит в состав Софийской области. Население составляет 2546 человек.

## Состав общины
В состав общины входят следующие населённые пункты:
1. Копривштица